# شيلديريك الثالث
شيلديريك_الثالث هو ملك الإفرنج (فرنسا) حكمها في فترة ممتدة ما بين 743م-751م .